# Joyce Llewellyn
Joyce Karime Llewellyn Tame (Coquimbo, 11 de mayo de 1964) es una educadora de párvulos y política chilena, exdirectora de la Junta Nacional de Jardines Infantiles para la Región de Coquimbo.

## Biografía
Realizó sus estudios de Educación Parvularia en la Universidad de La Serena. Posteriormente se desempeñó en diversas instituciones educacionales de la Región de Coquimbo. Desde 2006 hasta 2010 fue directora de Extensión y Difusión en la sede de la Universidad Pedro de Valdivia en La Serena.
El 6 de enero de 2011 asumió la Dirección de la Junta Nacional de Jardines Infantiles para la Región de Coquimbo luego de la salida de su predecesora, María Consuelo Abalos.
Su nombre había sonado desde inicios de 2013 para una posible candidatura a diputada por el distrito 8 (Coquimbo, Ovalle y Río Hurtado), e incluso se había anunciado que podía medirse en primarias de Renovación Nacional con Roberto Vega. Sin embargo, el 28 de abril declinó su candidatura, ante lo cual el cupo fue ocupado por Daniela Norambuena, secretaria regional ministerial de Agricultura. Norambuena también depuso su candidatura unos días antes del cierre de las inscripciones, por lo que el 17 de agosto Llewellyn fue confirmada como candidata a la Cámara de Diputados.

## Historial electoral

### Elecciones municipales de 2000
- Alcalde y concejales para la comuna de Coquimbo

| Candidato                       | Partido | Votos  | %     | Resultado |
| ------------------------------- | ------- | ------ | ----- | --------- |
| Pedro Velásquez Seguel          | DC      | 31 369 | 55,62 | Alcalde   |
| Oscar Pereira Tapia             | PPD     | 7184   | 12,74 | Concejal  |
| Carlos Yusta Rojas              | PS      | 3542   | 6,28  | Concejal  |
| Abdón Hermosilla Cortés         | PS      | 3011   | 5,34  | Concejal  |
| Eduardo Lizana Malinconi        | RN      | 2843   | 5,04  |           |
| Juan Alcayaga del Canto         | PRSD    | 2514   | 4,46  | Concejal  |
| Gustavo Gálvez Avalos           | RN      | 1086   | 1,93  |           |
| Joyce Llewellyn Tame            | RN      | 926    | 1,64  |           |
| Máximo Soto Lynch               | ILC     | 817    | 1,45  |           |
| Elsa Vásquez Ortiz              | UDI     | 694    | 1,23  |           |
| Ricardo Werlinger Padilla       | ILC     | 613    | 1,09  |           |
| Bartolomé Ponce Castillo        | PC      | 552    | 0,98  |           |
| Américo Torres Valdés           | PC      | 445    | 0,79  |           |
| José Fernando Montoya Angel     | DC      | 322    | 0,57  | Concejal  |
| Fernando Castillo San Francisco | PC      | 289    | 0,51  |           |
| Luz Rojas Zambra                | ILA     | 132    | 0,23  |           |
| Alejandro Vergara Quinteros     | ILD     | 58     | 0,10  |           |

### Elecciones parlamentarias de 2013
- Elecciones parlamentarias de 2013, para el Distrito 8 (Coquimbo, Ovalle y Río Hurtado)[7]

| Candidato                  | Pacto                                      | Partido | Votos  | %     | Resultado |
| -------------------------- | ------------------------------------------ | ------- | ------ | ----- | --------- |
| Matías Walker Prieto       | Nueva Mayoría                              | PDC     | 38.593 | 38,51 | Diputado  |
| Susana Verdugo Baraona     | Alianza                                    | UDI     | 19.184 | 19,14 |           |
| Pedro Velásquez Seguel     | Partido Regionalista de los Independientes | PRI     | 16.361 | 16,32 |           |
| Daniel Núñez Arancibia     | Nueva Mayoría                              | PCCh    | 13.393 | 13,36 | Diputado  |
| Joyce Llewellyn Tame       | Alianza                                    | RN      | 5.663  | 5,65  |           |
| Roberto Pérez Cristia      | Partido Humanista                          | PH      | 2.796  | 2,79  |           |
| Daniella Cortés Bauer      | Nueva Constitución para Chile              | IGUAL   | 2.787  | 2,78  |           |
| Elizabeth Pizarro Olivarez | Partido Regionalista de los Independientes | PRI     | 1.413  | 1,41  |           |